# Estat hipnagògic

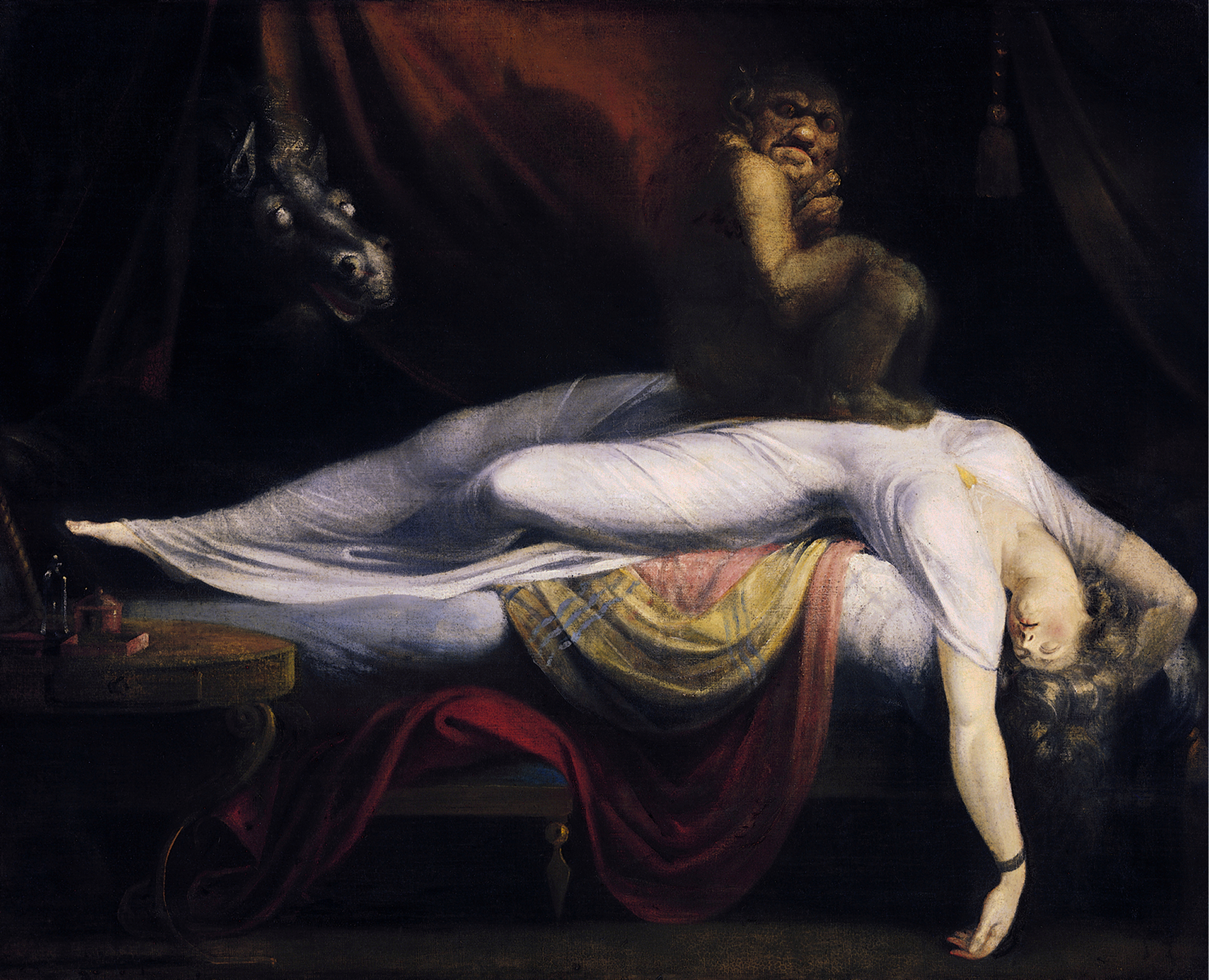
El Malson, de Johann Heinrich Füssli, representa una il·lusió hipnagògica.

L'estat hipnagògic és l'estat de consciència durant la fase inicial del son. D'altra banda, l'estat hipnopòmpic descriu el començament del despertament, la fase final del son. Aquestes dues paraules provenen del grec hypnos, "son"; agōgos, induint; i pompos, acte d'enviament.
El terme fou inventat el 1848 per Alfred Maury, que l'aplicava a les al·lucinacions que es produeixen freqüentment en aquest període del son.

## Fenòmens sensorials
La transició cap o des del son pot ser acompanyada d'una gran varietat d'experiències sensorials. Poden ocórrer en qualsevol modalitat, individualment o combinades, i van des de vagues i amb prou feines perceptibles fins a al·lucinacions vívides.

### Visions
Entre les més comunes, les característiques visuals de l'estat hipnagògic són fosfens que es poden manifestar com a taques, línies o formes geomètriques. Poden ser imatges monocromàtiques o ricament colorades, quietes o en moviment, planes o tridimensionals (oferint una visió en perspectiva). També s'han assenyalat imatges que representen el moviment a través de túnels de llum. Les imatges individuals solen ser fugaces i donades amb canvis molt ràpids. Es diu que difereixen dels somnis en què solen ser estàtiques i sense contingut narratiu, encara que d'altres els entenen com un estat transitori cap als somnis fragmentats.

### Efecte Tetris
Les persones que han passat molt de temps en alguna activitat repetitiva abans d'anar a dormir, especialment alguna que és nova per a elles, poden trobar que domina les seves imatges a mesura que es va adormint, una tendència anomenada l'efecte ''Tetris''. L'efecte Tetris no es limita a les imatges però, també pot manifestar-se en altres modalitats. Per exemple, Robert Stickgold assegura haver notat el toc de roques després d'adormir-se mentre escalava. Això també pot passar a persones que han viatjat en un petit vaixell en mars agitat, o han estat nedant per onades, que senten les ones en estat hipnagògic. O persones que han passat el dia esquiant, que continuen "sentint la neu" sota els seus peus.

### Paràlisi del son
Veus, rugits, xiulets, corredisses i brunzits són freqüents en les paràlisis del son. Això succeeix quan la fase REM comença abans que la persona estigui completament adormida, o persisteix més del que és habitual. Segons els estudis, la paràlisi del son és més comuna entre els pacients de narcolèpsia. Ocorre amb freqüència al voltant del 6% de la població, i ocasionalment a un 60%. La paràlisi en si mateixa sovint ve acompanyada per fenòmens addicionals. Exemples típics són un sentiment de ser aixafat o asfixiat, formiguejos elèctrics o vibracions, converses imaginades i altres sorolls, la imaginada presència d'una entitat visible o invisible, i de vegades intenses emocions: por o eufòria i sensacions orgàsmiques. La paràlisi del son ha estat proposada com a explicació per almenys algunes experiències d'abduccions extraterrestres.

## En la cultura popular

### Films
- Els caçafantasmes (1984)
- Paranormal Activity (2007)